# Tatiana Khmirova
Tatiana Khmirova (en russe : Татьяна Хмырова), née le 6 février 1990 à Volgograd, est une joueuse internationale russe de handball évoluant au poste d'arrière droite.

## Palmarès

### Sélection nationale
championnat du monde
- vainqueur du championnat du monde 2009,  Chine

championnat d'Europe
- 3e du championnat d'Europe 2008,  Macédoine

autres
- finaliste du championnat du monde junior 2010,  Corée du Sud
- vainqueur du championnat du monde jeunes en 2008,  Slovaquie

### Club
compétitions internationales
- vainqueur de la Coupe de l'EHF en 2008 (avec HC Dinamo Volgograd)[1] et 2019 (avec Siófok KC)

compétitions nationales
- championne de Russie en 2009, 2010, 2011, 2012 et 2013 (avec HC Dinamo Volgograd)
- championne de Macédoine en 2014, 2015, 2016, 2017 et 2018 (avec ŽRK Vardar Skopje)
- vainqueur de la coupe de Macédoine en 2014, 2015, 2016, 2017 et 2018 (avec ŽRK Vardar Skopje)

### Récompenses individuelles
- élue meilleure joueuse du Championnat d'Europe 2007[2] :
- élue meilleure joueuse du championnat du monde jeunes en 2008[réf. nécessaire]
- élue meilleure arrière droite du championnat du monde junior 2010[3]